# Якубовский, Фуад Борисович
Фуа́д Бори́сович Якубо́вский (3 (16) августа 1908 года — 27 марта 1975 года) — министр монтажных и специальных строительных работ СССР с 1965 по 1975 годы. Кандидат в члены ЦК КПСС (1966—1975), депутат Верховного Совета СССР 7—9 созывов.

## Биография
Родился в семье железнодорожного служащего на станции Малаховка Московского уезда Московской губернии (ныне посёлок городского типа Раменского района Московской области).
После окончания в 1930 году Московского энергетического института работал во Всесоюзном электротехническом объединении. Сначала (1930—1931) как инженер-проектант Электростроя и групповой инженер-проектант, позже (1931—1937) как старший инженер-проектант Электропрома.
В 1937—1939 являлся главным инженером монтажной конторы Электропрома на строительстве Балхашского медеплавильного комбината.
В 1939—1940 главный инженер монтажной конторы Электромонтажа в городе Ступино Московской области.
С 1940 работал главным инженером монтажной конторы № 3 Центроэлектромонтажа в Москве (до 1941 года), монтажного управления № 3 в Уфе (до 1942 года), особого монтажного управления № 2 в Москве (до 1943 года).
В 1943—1944 находился в командировке в США.
С 1944 года является членом ВКП(б).
В феврале — июне 1944 года работал главным инженером Особого проектно-монтажного управления № 2 Центроэлектромонтажа (Москва).
В 1946 году назначен управляющим трестом Уралэлектромонтаж.
В 1946—1947 годах начальник Особого монтажного управления № 2 в Восточной Германии.
С 1947 по 1952 годы занимал должность начальника Главного управления по монтажу промышленного электрооборудования при Министерстве строительства предприятий машиностроения СССР. В 1952 году назначен заместителем министра.
С 1953 года в Министерстве строительства СССР: сначала как начальник Главного управления по производству электромонтажных работ, а с 1954 года в качестве заместителя министра.
С 1957 заместитель, а в 1962—1963 годах первый заместитель министра строительства РСФСР.
В январе-марте 1963 года первый заместитель министра монтажных и специальных работ РСФСР.
С марта 1963 первый заместитель председателя, а в июне 1963 — октябре 1965 председатель Государственного производственного комитета по монтажным и специальным строительным работам СССР — министр СССР.
В октябре 1965 года — марте 1975 года — министр монтажных и специальных строительных работ СССР.
Умер 27 марта 1975 года. Похоронен на Новодевичьем кладбище Москвы; рядом с ним похоронены его жена и дочь.

## Награды
- три ордена Ленина
- орден Октябрьской Революции

Могила Якубовского на Новодевичьем кладбище Москвы

- три ордена Трудового Красного Знамени

## Память о Ф. Б. Якубовском
- 5 мая 1975 года постановлением Совета Министров РСФСР № 295 одному из старейших проектных институтов России и стран СНГ — Тяжпромэлектропроекту — присвоено имя Фуада Борисовича Якубовского.

- Имя Ф. Б. Якубовского носил Воронежский завод строительных алюминиевых конструкций, действовавший с 1969 по 2003 год. [4]